# Типология русских говоров
Типология русских говоров (1996) — монография Н. Н. Пшеничновой, в которой предложен политетический метод структурно-типологической классификации русских говоров. Такой подход к классификации говоров был предложен впервые. Он основывается на предположении об одновременной непрерывности и дискретности славянского языкового континуума.
Инновационность метода заключалась в:
- основном принципе деления, при котором отправная точка деления не влияет на результат
- членении, основанном на абсолютно всех признаках, представленных в Диалектологическом атласе русского языка
- отсутствии использования экстралингвистических факторов для классификации
- аналитическом решении проблемы соотношения в диалектном пространстве дискретного и континуального

Материал для классификации был получен из 4195 населённых пунктов на территории исследования, определённой ДАРЯ. Классификация была проведена на основе 4416 признаков, где признак – отдельный член вариативного звена. Так, например, форма Тв.п. мн.ч. существительных, имеющая реализации -ами, -ам, -ама, -амы – это вариативное звено, состоящее из четырех признаков.
Результаты работы были отражены на лингвогеографических картах и сопоставлены с ареальным диалектным членением русского языка, приведённым в работе Захарова, Орлова 1970. В результате проведения классификации были количественно определены такие понятия, как тип диалекта, группа говоров, переходные говоры, смешанные совокупности разнородных диалектов.

## История проблемы типологии говоров, предыдущие исследования
К моменту написания монографии структурная и территориальная дифференциация русского диалектного языка в плане синхронии уже была детально изучена. Еще в 1915 году была издана карта А.А. Шахматова, Н.Н. Дурново и Д.Н. Ушакова, на которой впервые были отражены данные, собранные на территории селений Европейской части России. Уже на этой карте, несмотря на недостаточность собранного материала, отражены основные тенденции распределения диалектов русского языка, например, наличие двух наречий (“северновеликорусское” и “южновеликорусское”).
К концу XX века было опубликовано большое количество описаний диалектной системы русского языка: сводный Диалектологический атлас русского языка и региональные атласы ("Атлас русских говоров северо-западных областей СССР", "Атлас русских говоров центральных областей к северу от Москвы", "Атлас русских говоров центральных областей к западу от Москвы", "Атлас русских говоров центральных областей к югу от Москвы" , "Атлас русских народных говоров центральных областей к 
востоку от Москвы"), группировка русских говоров (Русская диалектология 1964; Захарова, Орлова 1970). Тем не менее, типология говоров, включающая в себя описание диалектных типов и распределение говоров по ним, на тот момент развития русской диалектологии еще не была разработана. 
Одним из признанных методов классификации говоров является диалектное членение, или группировка говоров по пучкам изоглосс (ареальная классификация). Монография Н.Н. Пшеничновой предлагает не ареальную, а структурно-типологическую группировку говоров, построенную на основании их полных описаний по всем языковым уровням. Такая классификация стала возможна благодаря данным ДАРЯ, в котором каждая карта отражает отдельное вариативное звено системы русского диалектного языка. Так, именно ДАРЯ стал базой для создания типологии русских говоров: 4195 говоров были классифицированы по всем 4416 признакам, представленным в атласе.

## Метод классификации Н.Н. Пшеничновой

### Мера близости двух говоров в рассматриваемой совокупности и критерий их принадлежности к одной однородной группе
Метод Н.Н. Пшеничновой использует меру таксономического отношения, которое прямо пропорционально степени связи между двумя говорами. Мера была введена Е.С. Смирновым и до сих пор используется в биологии (в частности, в современных работах с флористическими данными) для оценки сходственных отношений по качественным признакам между родительскими линиями исследуемых элементов. Формула таксономического отношения:
(1) {\displaystyle t_{ij}={\frac {1}{n}}\sum _{r=1}^{n}{w_{r}}}, где {\displaystyle n} – общее число признаков, {\displaystyle r} – номер признака, {\displaystyle w_{r}} – показатель близости между двумя сравниваемыми говорами {\displaystyle i} и {\displaystyle j} по признаку {\displaystyle r}
Показатель близости имеет три различные формулы в зависимости от условий:
а) в обоих говорах сравниваемых говорах признак {\displaystyle r} присутствует:
(2) {\displaystyle w_{r}=(S-k_{r})/k_{r}}, где {\displaystyle S} – общее число говоров рассматриваемой совокупности, {\displaystyle k_{r}} – число говоров, в которых признак {\displaystyle r} присутствует
б) в обоих сравниваемых говорах признак {\displaystyle r} отсутствует:
(3) {\displaystyle w_{r}=k_{r}/(S-k_{r})}
в) сравниваемые говоры по признаку {\displaystyle r} не совпадают; в одном из сравниваемых говоров признак присутствует, а в другом – отсутствует:
(4) {\displaystyle w_{r}=-1}
Так, в случае совпадения говоров по сравниваемому признаку показатель близости {\displaystyle w_{r}} зависит от распространенности этого признака следующим образом:
|                                         | В обоих говорах сравниваемый признак присутствует | В обоих говорах сравниваемый признак отсутствует |
| --------------------------------------- | ------------------------------------------------- | ------------------------------------------------ |
| Сравниваемый признак распространенный   | малое значение {\displaystyle w_{r}}              | большое значение {\displaystyle w_{r}}           |
| Сравниваемый признак нераспространенный | большое значение {\displaystyle w_{r}}            | малое значение {\displaystyle w_{r}}             |

В случае несовпадения говоров по сравниваемому признаку показатель близости является постоянно отрицательным. Таким образом значение формулы {\displaystyle (1)} может быть неположительным. Так, мы можем делать вывод о возможной принадлежности двух сравниваемых говоров к одной однородной группе без поочередного анализа всех признаков: при {\displaystyle t_{i}j<0} объекты не могут принадлежать одной однородной группе, а при {\displaystyle t_{i}j>=0} – могут. Это основное свойство таксономического отношения позволяет использовать его в качестве эффективного инструмента для классификации.

### Классификация небольшого числа объектов по небольшому числу признаков
Такой метод разделен на несколько этапов:
1. Определение классификационных единиц исходной совокупности первого уровня деления
  1. Получение мер таксономического отношения
  2. Нахождение однородных групп, в которых все говоры имеют неотрицательное таксономическое отношение со всеми другими говорами, входящими в группу
  3. Определение степени близости говора к однородной группе, в которую он не входит (говор ближе к той однородной группе, с единицами которой он имеет большее  относительное число положительных связей)
2. Определение классификационных единиц исходной совокупности следующих уровней деления:
  1. Повторение шагов из 1.
  2. Удаление тех признаков, которые содержатся в каждом из объектов классификационной единицы

Результаты применения этого метода на 100 говорах со 119 признаками Н.Н. Пшеничнова отразила в своей работе 1977 года.

## Классификация большого числа объектов по большому числу признаков

### Разделение говоров на группы
При большом числе объектов и сравниваемых признаков современные Н.Н. Пшеничновой вычислительные машины не могли реализовать метод, описанный выше. Так, для упрощения вычислений пришлось модифицировать метод и ввести понятие Эталона типичности.
Эталон типичности какой-либо совокупности говоров – это комплекс признаков, наиболее распространенных в данной совокупности, т.е. отмеченных в половине или более говоров объединения (относительная частота {\displaystyle p>=0.5}).
Метод классификации с использованием Эталона типичности описывается следующими шагами:
1. Выделение части говоров, принадлежащих к однородной группе, на основании содержательных представлений о говорах (далее – группа нулевого приближения) и определение ее Эталона типичности (далее – Эталон типичности нулевого приближения, ЭТ0)
2. Вычисление таксономического отношения с ЭТ0 всей исследуемой совокупности говоров; говоры, имеющие положительную меру таксономического отношения, образуют группу первого приближения
3. Повторение шагов 1-2 для говоров, не входящих в группу первого приближения; образование группы этого же уровня
4. Определение Эталона типичности группы первого приближения
5. Вычисление таксономического отношения с ЭТ1 всей исследуемой совокупности говоров; говоры, имеющие положительную меру таксономического отношения, образуют группу второго приближения
6. Повторение шагов 3-4 для говоров, не входящих в группу второго приближения; образование группы этого же уровня
7. Повторение шагов 4-6 для образования групп следующих приближений.
8. Итерационный процесс прекращается в двух случаях:

а) группа говоров при последующей итерации не изменяется. Значит, группа говоров выделяется четко.
б) Эталон типичности и состав говоров группы все время заметно
меняются. Значит, образовалась смешанная совокупность разнородных говоров.
Из данного метода следуют следующие определения:
Группа говоров – совокупность таких говоров, которые имеют положительную связь с Эталоном типичности только этой совокупности
Переходные говоры – говоры, имеющие положительную связь более, чем с одним Эталоном типичности
Смешанная совокупность разнородных говоров – неоднородное множество, не пересекающееся ни с какими другими
Обычно результаты традиционных классификаций зависят от того, какой объект принят за “образец”. Метод же, введенный Н.Н. Пшеничновой предполагает, что в классификации число единиц деления и их состав не зависят от “образца”: какой бы говор ни был взят в качестве ’’точки отсчета”, в результате классификации выделяются одни и те же группы, совокупности переходных говоров и смешанные совокупности разнородных говоров. А использование Эталона типичности как одного из объектов сравнения существенно сокращает время вычисления. 
Результаты классификации можно представить в виде таблиц. В них используются следующие обозначения:
- С (группа севернорусских говоров)
- Ю (группа южнорусских говоров)
- П (переходные говоры)
- Р (смешанная совокупность разнородных говоров)
- цифры (номер группы говоров)

Классификационные единицы первого уровня обозначаются одной буквой (С, Ю, П, Р), второго уровня – двумя знаками (Cl, С2, …, СР, Ю1, Ю2, ЮП, ЮР, П1, ..., ПР, Р1…), третьего уровня – тремя знаками (С11, С1Р, С21, ..., Ю21, Ю2Р, Ю П1…) и т.д. 
Так, если совокупность обозначается как Ю12П, значит, на первом уровне она вошла в группу южнорусских говоров, на втором уровне – в 1 группу, на третьем уровне – во 2 группу, на четвертом уровне – выделилась из Ю12 как группа переходных говоров. 
| уровень классификации | обозначение классификационных единиц | обозначение классификационных единиц | обозначение классификационных единиц | обозначение классификационных единиц | обозначение классификационных единиц | обозначение классификационных единиц | обозначение классификационных единиц | обозначение классификационных единиц | обозначение классификационных единиц | обозначение классификационных единиц | обозначение классификационных единиц | обозначение классификационных единиц | обозначение классификационных единиц | обозначение классификационных единиц | обозначение классификационных единиц | обозначение классификационных единиц |  |
| I                     | П                                    | П                                    | П                                    | П                                    | П                                    | П                                    | П                                    | П                                    | П                                    | П                                    | П                                    | П                                    | П                                    | П                                    | П                                    | П                                    |  |
| II                    | 1                                    | 1                                    | 1                                    | 1                                    | 2                                    | 2                                    | 2                                    | 2                                    | 3                                    | 3                                    | 3                                    | 3                                    | 4                                    | 4                                    | 4                                    | 4                                    |  |
| III                   | 1                                    | 1                                    | Р                                    | Р                                    | 1                                    | 1                                    | Р                                    | Р                                    | 1                                    | 1                                    | Р                                    | Р                                    | 1                                    | 1                                    | Р                                    | Р                                    |  |
| IV                    | 1                                    | Р                                    | 1                                    | Р                                    | 1                                    | Р                                    | 1                                    | Р                                    | 1                                    | Р                                    | 1                                    | Р                                    | 1                                    | Р                                    | 1                                    | Р                                    |  |

Анализируемое пространство говоров Н.Н. Пшеничнова считает дискретно-континуальным. Так, на первом и втором уровнях проявляются черты дискретности (2 и более однородных групп), а на более низких уровнях – черты континуальности.
Н.Н. Пшеничнова предлагает также оценивать меру однородности (компактности) группы:
(5) {\displaystyle \chi =1-{\frac {1}{S}}\sum _{i=1}^{S}(1-t_{i}i)^{2}}, где {\displaystyle t_{i}i} – оригинальность говора {\displaystyle i} (формула {\displaystyle (1)}), {\displaystyle S} – число говоров данной группы. Чем больше {\displaystyle \chi }, тем группа компактнее.

### Понятие классификационного веса признаков и Главного признака
Классификационный вес признака – коэффициент, указывающий на относительную важность признака в распределении по выделившимся классификационным единицам. Его Н.Н. Пшеничнова предлагает определять с помощью критерия Пирсона {\displaystyle \chi ^{2}}.
Процедура определения классификационного веса признака:
1. На некотором классификационном уровне при некотором разбиении получено {\displaystyle s} единиц деления. Для определения используемых переменных составим таблицу для признака {\displaystyle r}, участвовавшего в процедуре классификации.
| № совокупности          | число говоров с признаком      | число говоров без признака     | общее число говоров           |
| 1                       | {\displaystyle n_{1}1}         | {\displaystyle n_{1}2}         | {\displaystyle a_{1}}         |
| 2                       | {\displaystyle n_{2}1}         | {\displaystyle n_{2}2}         | {\displaystyle a_{2}}         |
| ... i ...               | ... {\displaystyle n_{i}1} ... | ... {\displaystyle n_{i}2} ... | ... {\displaystyle a_{i}} ... |
| s                       | {\displaystyle n_{s}1}         | {\displaystyle n_{s}2}         | {\displaystyle a_{s}}         |
| {\displaystyle \Sigma } | {\displaystyle b_{1}}          | {\displaystyle b_{2}}          | {\displaystyle n}             |

2. Вес признака {\displaystyle r} определяем по следующей формуле:
{\displaystyle (6)\gamma =\chi _{1}^{2}+\chi _{2}^{2}}, где
{\displaystyle (7)\chi _{1}^{2}=\sum _{i=1}^{r}{\frac {(n_{i}1-C_{i}1)^{2}}{C_{i}1}}}
{\displaystyle (8)\chi _{2}^{2}=\sum _{i=1}^{r}{\frac {(n_{i}2-C_{i}2)^{2}}{C_{i}2}}}
{\displaystyle (9)C_{i}1={\frac {a_{i}b_{1}}{n}}}
{\displaystyle (9)C_{i}2={\frac {a_{i}b_{2}}{n}}}
Эта формула подразумевает, что с возрастанием разницы между ожидаемым ({\displaystyle C_{i}1} и {\displaystyle C_{i}2}) и действительным ({\displaystyle n_{i}1} и {\displaystyle n_{i}2}) числом говоров с признаком и без его классификационный вес становится выше.
Так, введя понятие классификационного веса признака, мы можем ранжировать признаки по их значимости в разбиении. 
Главные признаки в понимании Н.Н. Пшеничновой –  часть признаков, имеющих большие классификационные веса по сравнению со всеми другими, значит, наиболее повлиявшие на разбиение совокупности говоров.
Н.Н. Пшеничнова отмечает, что убывание классификационных весов на всех уровнях классификации русских говоров происходило плавно, поэтому граница для отделения Главных признаков выбиралась условно: так, чтобы минимальное значение классификационных весов Главных признаков составляло не менее чем 25% от максимального значения весов этих (Главных) признаков.
В число Главных признаков могут входить и такие признаки, которые не являются широко распространенными. Так, например, признак 1477–F82,4 “Сочетание [мн] в соответствии с вн в слове ра[мн]о” относится к числу главных признаков для разбиения группы южнорусских говоров на четыре подгруппы. В работе Н.Н. Пшеничнова приводит таблицы с числом Главных признаков для каждого из 68 полученных в результате классификации разбиений разных рангов и соответствующий каждому разбиению диапазон изменения классификационных весов Главных признаков. Интерпретация этих результатов дана не была.

## Типы русских диалектов по Пшеничновой
Понимание Н.Н. Пшеничновой термина диалект основано на структурно-лингвистической характеристике диалекта, введенной Р.И. Аванесовым и принятой в русской диалектологии. Тем не менее, подходы к выделению диалектов у Н.Н. Пшеничновой и Р.И. Аванесова отличаются. Так, подход Р.И. Аванесова предполагает, что большую значимость имеет общность территории, на которой совпадают комплексы языковых признаков; кроме того, при выделении диалектов, согласно ученому, должны учитываться существенные факты истории и культуры (например, распространение в прошлом племен).
Классификация Н.Н. Пшеничновой, в отличие от классификации Р.И. Аванесова, в которой учитываются экстралингвистические факторы, является полностью лингвистической: диалекты выделяются вне территориального и социально-исторического аспектов. По Н.Н. Пшеничновой система диалекта (диалект) – модель описания однородной группы говоров, которая строится как теоретико-множественная сумма признаков, каждый из которых отмечен хотя бы в одном говоре данной группы. Для говоров, выделившихся как совокупность переходных или как смешанная совокупность разнородных говоров, конструируется не система диалекта, а ее аналог – сопоставительная система. Вводится также понятие типа диалекта (диалектного типа):
Тип диалекта – комплекс признаков, являющийся характеристикой класса, отличающей данный класс от других классов того же разбиения. Тип диалекта состоит из:
типоопределяющих признаков – таких, которые отличают классификационную единицу от других единиц деления того же разбиения
сопутствующих признаков – такие, которые характеризуют тип, но не могут его диагностировать, так как широко распределены вне классификационной единицы
Предлагаются следующие ограничения на определение диалектного типа:
1. Если в единице классификации нет типоопределяющих признаков, значит, она не имеет типа – говоры, образующие такую классификационную единицу, нельзя отнести к какому-либо одному диалектному типу.
2. Тип диалекта не могут определять только лексические признаки: типоопределяющими признаки обязательно должны быть фонетико-фонологического и морфологического уровня.
3. Относительная частота по крайней мере части типоопределяющих признаков в данной классификационной единице р ≥ 0,5.
4. Территория, к которой относятся говоры данной совокупности, компактна.

Сравнивать типы диалектов можно по степени их определенности (выраженности) и устойчивости:
1. Чем больше в типе диалекта типоопределяющих признаков и/или чем выше их классификационный вес, тем более определенно выражен диалектный тип.
2. Чем больше в составе типа диалекта типоопределяющих признаков с высокой относительной частотой, тем устойчивее диалектный тип.

## Диалектное членение русского языка по Пшеничновой

### Результаты классификации
В результате проведенной классификации все рассмотренные говоры распределились по группам определенных диалектных типов (разных рангов) и таким совокупностям, для которых тип диалекта определить нельзя: в их структурно-лингвистических характеристиках отсутствует комплекс признаков, необходимый для выделения диалектного типа. Карты предыдущих исследователей русских диалектов в общих чертах близки выделенной Н.Н. Пшеничновой схеме диалектного членение; это позволило присвоить многим единицам типологической классификации такие названия, какие ранее были даны близким им по территории единицам диалектного членения.
Иерархию русских диалектных типов по Н.Н. Пшеничновой можно представить в виде схем 2-5, опирающихся на схему 1.

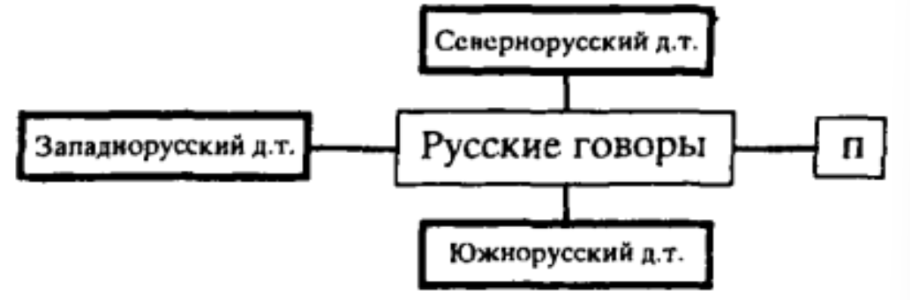
Схема 1. Первый уровень разбиения русских говоров по Н.Н. Пшеничновой. П – переходные говоры

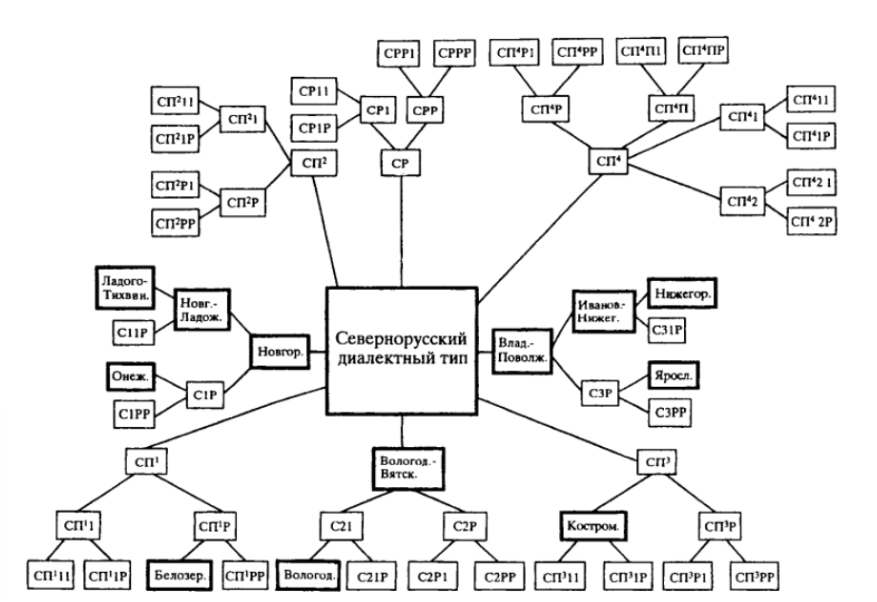
Схема 2. Иерархия севернорусских диалектных типов

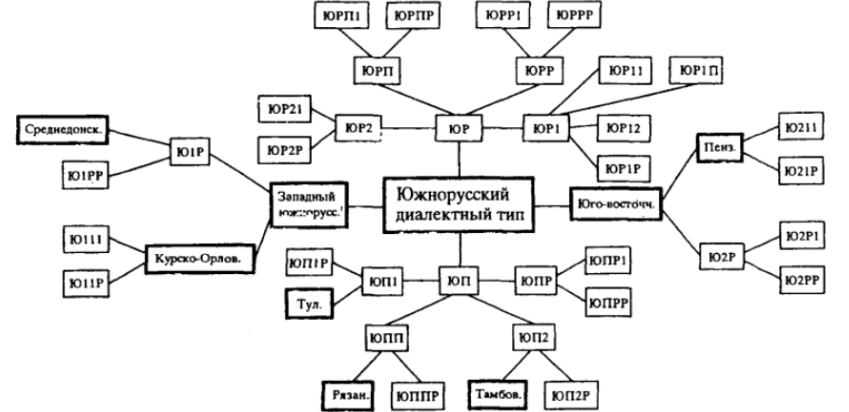
Схема 3. Иерархия южнорусских диалектных типов

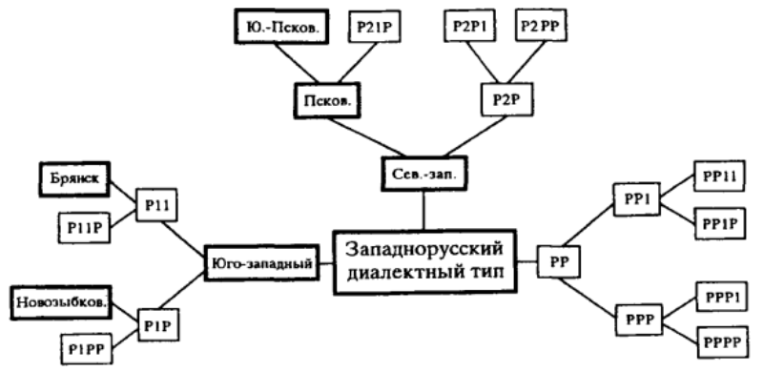
Схема 4. Иерархия западнорусских диалектных типов

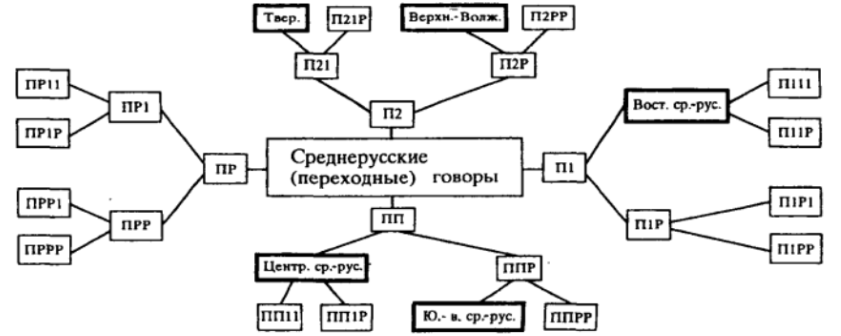
Схема 5. Иерархия среднерусских диалектных типов

Подробное описание диалектных типов, их типоопределяющих и Главных признаков, Эталонного типа приведены монографии. Результаты были отражены на карте и включены во вторую часть III выпуска (синтаксис и лексика) Диалектологического атласа русского языка.

Структурно-типологическая классификация Н.Н. Пшеничновой

### Различия классификации Н.Н. Пшеничновой и предыдущих исследований.
Разногласия возникли насчет принадлежности следующих единиц диалектного членения:
Западнорусские говоры
На карте типологической классификации полоса западнорусских говоров проходит с севера на юг главным образом вдоль русско-белорусской и частично русско-украинской государственных границ. У Н.Н. Пшеничновой говоры этой полосы выделились на первом классификационном уровне как смешанная совокупность разнородных говоров (Р) и были отнесены к западнорусскому диалектному типу. В основном диалектном членении такая зона отсутствует, а относящиеся к ней говоры частично определяются как среднерусские, частично входят в южнорусское наречие. Говоры западнее Стародуба (вокруг Новозыбкова) в диалектном членении не учитываются, между тем классификация Н.Н. Пшеничновой показала, что эти говоры близки тем, что распространены к востоку и северу от них.
Среднерусские говоры
Южная граница среднерусских говоров на карте типологической классификации проходит севернее, чем в диалектном членении. Так, говоры, относящиеся в диалектном членении к восточным среднерусским акающим — южная половина отдела "А", почти весь отдел "Б" и большая часть отдела "В" – в классификации Н.Н. Пшеничновой являются южнорусскими.
Владимирско-Поволжские говоры
Говоры, относящиеся по диалектному членению к Владимирско-Поволжской группе среднерусских, по классификации Н.Н. Пшеничновой не представляют единства (карты 1, 6).
Говоры “Чухломского акающего острова”
Авторы ареальных классификаций относят эти говоры к среднерусским. Н.Н. Пшеничнова признает, что такая характеристика Чухломского акающего острова обоснована, но не для каждого отдельного говора этого острова, а для сопоставительной системы, построенной для всех говоров, образующих данный ареал. По классификации Н.Н. Пшеничновой говоры Чухломского акающего острова не представляют собой единства.
Тульские говоры
Н.Н. Пшеничнова замечает разницу в уровне деления, на котором выделяются данные говоры.

Предполагаемые причины расхождений:
1. Различие в данных: диалектное членение в предыдущих исследованиях проводилось не по всем признакам, а на основании таких, которые в сумме выделяют достаточно определенные ареалы
2. Несовпадение основных принципов деления: в предыдущих исследованиях классификация проводилась не по единому основанию
3. Более четкие границы между единицами деления в предыдущих исследованиях

## Научная значимость монографии, ее интерпретации
Монография Н.Н. Пшеничновой была принята современниками положительно: рецензия Т.В. Поповой 1999 года называет труд Н.Н. Пшеничновой “фундаментальным новаторским”. Сейчас классификация Н.Н. Пшеничновой считается одной из традиционных и “соседствует” с такими работами, как Захарова, Орлова 1970. Расхождение результатов классификации Н.Н. Пшеничновой с другими вызывает интерес исследователей и способствует более подробному изучению проблемных ареалов, в пример можно привести работу Букринская, Кармакова 2019.
Классификация Н.Н. Пшеничновой подвергается и критике. Так, С.А. Мызников в Мызников 2022 размышляет о важности сравнительно-исторического аспекта выделения диалектов, так как “...типологически разные языковые явления могут фиксироваться в генетически сходных говорах”.
Под руководством Н.Н. Пшеничновой данные ДАРЯ были в конце 80-х годов переведены в электронный вариант, на их основе и была проведена классификация. Практика использования статистических методов в лингвогеографии и оцифрованные данные обеспечили разработку Автоматизированного варианта Диалектологического атласа русского языка. Программное обеспечение этой базы данных вышло из эксплуатации, однако данные сохранились. Сейчас они используются в электронной версии ДАРЯ и в диалектометрических исследованиях: И. Марченко. Bulding A Classification of Russian Dialects Using Multidimensional Scaling.
На основе классификации, выделенной в “Типологии русских говоров”, Н.Н. Пшеничнова в 2008 выпустила монографию “Лингвистическая география”, которая может использоваться как учебное пособие.